# 雷夫·约翰森
雷夫·约翰森（瑞典語：Leif Valdemar Johansson，1951年9月30日—）是一位瑞典企业家。

## 生平
1951年出生于瑞典哥德堡，1972年他被授予瑞典空军中士，1977年毕业于查尔摩斯工学院，1984年担任伊莱克斯白色家电区域经理， 1987年担任白色家电总裁，1988年担任集团副总裁，1991年担任集团总裁，1994年担任首席执行官，1997年担任沃尔沃集团董事长和首席执行官，2011年担任爱立信总裁，2017年担任阿斯利康董事长。

## 家庭
父亲是斯凯孚集团总裁，和妻子伊娃有五个孩子。